# 弗朗西斯科 (加的斯公爵)
弗朗西斯科一世 ，全名為弗朗西斯科·德·阿西西·玛利亚·费尔南多·德·波旁—波旁-两西西里（Francisco de Asís María Fernando de Borbón y Borbón-Dos Sicilias；1822年5月13日—1902年4月17日）是西班牙女王伊莎贝拉二世的丈夫，從而在1846年到1868年成為配國王。最初，弗朗西斯科被封為加的斯公爵，這個頭銜基本上在他婚後王室便不再使用，不過這是他日後最常見的稱謂。弗朗西斯科是西班牙國王卡洛斯四世的孫子。

## 生平
弗朗西斯科出生在西班牙阿兰胡埃斯，父親法蘭西斯科·德·保拉是卡洛斯四世的小兒子，母親是兩西西里的路易莎·卡洛塔；夫妻兩人是舅甥關係。而弗朗西斯科是兩人的次子（成年中最長者），他的名字Francisco de Asís起源於13世紀聖人亞西西的方濟各。

## 家庭
為避免卡洛斯派再度威脅女王伊莎貝拉二世的地位，在卡斯提亞貴族的施壓下，當年16歲的女王在1846年10月10日和堂兄成婚，同一天伊莎貝拉的妹妹路易莎·费尔南达和法國國王路易-菲利普一世的小兒子安托萬成婚；法國國王希望藉由這樣的安排讓自己的後代入主西班牙，儘管引來了英國的抗議，因為恐有違反烏特勒支條約的可能。婚後，弗朗西斯科和女王有一子四女活至成年。
歷史傳聞記載，由於他有同性戀傾向，因此盛傳包含國王阿方索十二世在內的（一部分或全部）伊莎貝拉二世的子女，皆非弗朗西斯科的親生骨肉；這個謠言尤其被伊莎貝拉叔父莫利納伯爵卡洛斯的支持者卡洛斯派用來攻擊阿方索十二世的血統。

## 頭銜

弗朗西斯科一世的王徽

- 尊敬的加的斯公爵(1822年5月13日-1823年12月28日)
- 最尊敬的弗朗西斯科·德·阿西斯·加的斯公爵殿下(1823年12月28日-1846年10月10日)
- 配國王陛下(1846年10月10日-1902年4月17日)